# Willem II Tilburg 2018-2019
Questa voce raccoglie le informazioni riguardanti il Willem II Tilburg nelle competizioni ufficiali della stagione 2018-2019.

## Stagione
La stagione fu positiva con la squadra che raggiunse un tranquillo decimo posto in campionato e che tornò a disputare una finale di KNVB beker, quattordici anni dopo l'edizione 2004-2005: stavolta arrivò una sconfitta contro l'Ajax.

## Rosa
| N. |                          | Ruolo | Calciatore                |
| -- | ------------------------ | ----- | ------------------------- |
| 1  | Germania (bandiera)      | P     | Timon Wellenreuther       |
| 2  | Paesi Bassi (bandiera)   | D     | Fernando Lewis            |
| 3  | Paesi Bassi (bandiera)   | D     | Freek Heerkens            |
| 4  | Paesi Bassi (bandiera)   | D     | Jordens Peters (capitano) |
| 5  | Ecuador (bandiera)       | D     | Diego Palacios            |
| 6  | Paesi Bassi (bandiera)   | C     | Elmo Lieftink             |
| 8  | Spagna (bandiera)        | C     | Pol Llonch                |
| 9  | Svezia (bandiera)        | A     | Alexander Isak            |
| 10 | Grecia (bandiera)        | A     | Vaggelīs Paulidīs         |
| 12 | Nuova Zelanda (bandiera) | P     | Michael Woud              |
| 14 | Inghilterra (bandiera)   | C     | Daniel Crowley            |
| 15 | Paesi Bassi (bandiera)   | D     | Damil Dankerlui           |

| N. |                          | Ruolo | Calciatore            |
| -- | ------------------------ | ----- | --------------------- |
| 16 | Grecia (bandiera)        | C     | Marios Vrousai        |
| 17 | Paesi Bassi (bandiera)   | C     | Dries Saddiki         |
| 20 | Francia (bandiera)       | A     | Karim Coulibaly       |
| 21 | Islanda (bandiera)       | C     | Kristófer Kristinsson |
| 22 | Germania (bandiera)      | C     | Atakan Akkaynak       |
| 23 | Paesi Bassi (bandiera)   | C     | Vurnon Anita          |
| 24 | Nuova Zelanda (bandiera) | D     | James McGarry         |
| 25 | Germania (bandiera)      | D     | Thomas Meißner        |
| 26 | Perù (bandiera)          | C     | Renato Tapia          |
| 27 | Paesi Bassi (bandiera)   | D     | Victor van den Bogert |
| 49 | Australia (bandiera)     | D     | Dylan Ryan            |

## Risultati

### Eredivisie
| Arbitro: | Rob Dieperink |

|  |           |                |
|  | Marcatori | 21’ Danny Post |

| Arbitro: | Jeroen Manschot |

|  |           |                 |
|  | Marcatori | 33’ Dan Crowley |

| Arbitro: | Martin Peréz |

|                                                                                   |           |  |
| Donis Avdijaj 26’ Donis Avdijaj 29’ Fran Sol 34’ Fran Sol 52’ (rig.) Fran Sol 70’ | Marcatori |  |

| Arbitro: | Jochem Kamphuis |

| |           |              |
| Jorrit Hendrix 7’ Steven Bergwijn 13’ Gastón Pereiro 35’ (rig.) Nick Viergever 44’ Nick Viergever 49’ Steven Bergwijn 72’ | Marcatori | 46’ Fran Sol |

| Arbitro: | Danny Makkelie |

|                                        |           |                                     |
| Fran Sol 86’ Kristófer Kristinsson 88’ | Marcatori | 31’ Luigi Bruins 82’ Denis Mahmudov |

| Arbitro: | Allard Lindhout |

|                                                                            |           |                                                                              |
| Wessel Dammers 14’ Andrija Novakovich 40’, 53’ José Rodríguez Martínez 77’ | Marcatori | 27’ (aut.) Ahmed El Messaoudi 34’ Fran Sol 46’ Donis Avdijaj 72’ Dan Crowley |

| Arbitro: | Christiaan Bax |

|                                            |           |                    |
| Stef Nijland 21’ Fernando Lewis 89’ (aut.) | Marcatori | 49’ Driess Saddiki |

| Arbitro: | Kevin Blom |

|              |           |                            |
| Fran Sol 85’ | Marcatori | 72’ (rig.) Steven Berghuis |

| Arbitro: | Serdar Gözübüyük |

|                                                    |           |                                      |
| Mitchell Te Vrede 28’ Mikhail Rosheuvel 74’ (rig.) | Marcatori | 35’ Thomas Meißner 42’ Donis Avdijaj |

| Arbitro: | Jochem Kamphuis |

|  |           |                    |
|  | Marcatori | 87’ Willem Janssen |

| Arbitro: | Allard Lindhout |

|                                        |           |  |
| Kasper Dolberg 11’ Frenkie de Jong 22’ | Marcatori |  |

| Arbitro: | Richard Martens |

|                                       |           |                                              |
| Vito van Crooij 62’ Zian Flemming 81’ | Marcatori | 8’ Damil Dankerlui 16’ Fran Sol 67’ Fran Sol |

| Arbitro: | Björn Kuipers |

|                     |           |                                                       |
| Fran Sol 87’ (rig.) | Marcatori | 13’ Matus Bero 35’ Oussama Darfalou 44’ Bryan Linssen |

| Arbitro: | Allard Lindhout |

|  |           |                          |
|  | Marcatori | 4’ Fran Sol 30’ Fran Sol |

| Arbitro: | Siemen Mulder |

|                     |           | |
| Atakan Akkaynak 17’ | Marcatori | 15’ Nemanja Mihajlovic 41’ (rig.) Ben Rienstra 53’ Michel Vlap 58’ Mitchell van Bergen 65’ Mitchell van Bergen |

| Arbitro: | Jochem Kamphuis |

|  |           |                                                  |
|  | Marcatori | 9’ Erik Falkenburg 61’ Lex Immers 77’ Lex Immers |

| Arbitro: | Serdar Gözübüyük |

|  |           |                               |
|  | Marcatori | 42’ Aras Özbiliz 55’ Fran Sol |

| Arbitro: | Björn Kuipers |

|                                      |           |  |
| Pol Llonch 22’ Marios Vrousai 90'+2’ | Marcatori |  |

| Arbitro: | Joey Kooij |

|  |           |                 |
|  | Marcatori | 46’ Dan Crowley |

| Arbitro: | Richard Martens |

|                    |           |                                       |
| Marios Vrousai 55’ | Marcatori | 35’ Django Warmerdam 37’ Kaj Sierhuis |

| Arbitro: | Siemen Mulder |

|                                   |           |                        |
| Peniel Mlapa 43’ Peniel Mlapa 77’ | Marcatori | 60’ (rig.) Dan Crowley |

| Arbitro: | Allard Lindhout |

|                                                    |           |                                          |
| Bryan Linssen 5’ Martin Ødegaard 59’ Max Clark 79’ | Marcatori | 61’ Alexander Isak 83’ Vangelis Pavlidis |

| Arbitro: | Rob Dieperink |

|                                    |           |              |
| Marios Vrousai 13’ Dan Crowley 29’ | Marcatori | 79’ Guus Til |

| Arbitro: | Martin van den Kerkhof |

|                                                                           |           |                                          |
| Michel Vlap 4’ Sam Lammers 10’ (rig.) Sam Lammers 33’ Ben Rienstra 90'+4’ | Marcatori | 54’ Alexander Isak 62’ Vangelis Pavlidis |

| Arbitro: | Erwin Blank |

|                              |           |                                                |
| Alexander Isak 13’, 22’, 64’ | Marcatori | 33’ Bart Straalman 70’ (rig.) Youssef El Jebli |

| Arbitro: | Pol van Boekel |

|                                        |           |                                                          |
| Steven Berghuis 22’ Eric Botteghin 55’ | Marcatori | 27’ Freek Heerkens 61’ Fernando Lewis 69’ Alexander Isak |

| Arbitro: | Richard Martens |

|                                                   |           |                                            |
| Alexander Isak 44’ (rig.), 58’ (rig.), 61’ (rig.) | Marcatori | 32’ Andrija Novakovich 53’ Branislav Ninaj |

| Arbitro: | Sander van der Eijk |

|                                                       |           |                                                                     |
| Brandley Kuwas 72’ Joey Konings 81’ Adrián Dalmau 90’ | Marcatori | 45'+3’, 56’ Alexander Isak 63’ Vangelis Pavlidis 87’ Marios Vrousai |

| Arbitro: | Danny Makkelie |

|                           |           |                                                                                   |
| Alexander Isak 26’ (rig.) | Marcatori | 14’ Donny van de Beek 41’ (aut.) Freek Heerkens 53’ Joël Veltman 70’ Hakim Ziyech |

| Arbitro: | Rob Dieperink |

|                                        |           |  |
| Damil Dankerlui 38’ Alexander Isak 60’ | Marcatori |  |

| Arbitro: | Allard Lindhout |

|                        |           |                  |
| Mounir El Hamdaoui 90’ | Marcatori | 16’ Renato Tapia |

| Arbitro: | Dennis Higler |

|  |           |                                                        |
|  | Marcatori | 31’ Donyell Malen 37’ Luuk de Jong 65’ Steven Bergwijn |

| Arbitro: | Jochem Kamphuis |

|                                          |           |                                                                |
| Vangelis Pavlidis 35’ Alexander Isak 39’ | Marcatori | 42’ Luciano Slagveer 71’ Hilal Ben Moussa 79’ Michael de Leeuw |

| Arbitro: | Richard Martens |

| |           |                                           |
| Nasser El Khayati 31’ Wilfried Kanon 64’ Nasser El Khayati 72’ (rig.) Tomas Necid 75’ Lex Immers 81’ Tomas Necid 86’ | Marcatori | 15’ Damil Dankerlui 48’ Vangelis Pavlidis |

### KNVB beker
| Arbitro: | Siemen Mulder |

|                   |           |                               |
| Martijn Kaars 42’ | Marcatori | 4’ Donis Avdijaj 48’ Fran Sol |

| Arbitro: | Edwin van de Graaf |

|                                                                              |           |  |
| Fran Sol 9’ Dan Crowley 29’ Donis Avdijaj 53’ Donis Avdijaj 59’ Fran Sol 81’ | Marcatori |  |

| Arbitro: | Stan Teuben |

|                                                        |           |  |
| Donis Avdijaj 18’ Fran Sol 37’ (rig.) Aras Özbiliz 39’ | Marcatori |  |

| Arbitro: | Jochem Kamphuis |

|                              |           |                                                                             |
| Aitor Cantalapiedra 54’, 63’ | Marcatori | 62’ (aut.) Cristian Tassano 76’ Vangelis Pavlidis 86’ Kristófer Kristinsson |

| Arbitro: | Jochem Kamphuis |

|                    |                      |                   |
| Alexander Isak 64’ | Marcatori            | 23’ Calvin Stengs |
|                    | Tiri di rigore 3 – 2 |                   |

| Arbitro: | Serdar Gözübüyük |

|  |           |                                                                                       |
|  | Marcatori | 38’ Daley Blind 39’ Klaas-Jan Huntelaar 67’ Klaas-Jan Huntelaar 76’ Rasmus Kristensen |